# (9542) Eryan
(9542) Eryan est un astéroïde de la ceinture principale.

## Description
(9542) Eryan est un astéroïde de la ceinture principale. Il fut découvert le 12 octobre 1983 à la station Anderson Mesa par Edward L. G. Bowell. Il présente une orbite caractérisée par un demi-grand axe de 2,40 UA, une excentricité de 0,12 et une inclinaison de 8,3° par rapport à l'écliptique.

## Compléments